# Csanády Ferenc
Csanády Ferenc (Oszlány, 1815. január 16. – Isaszeg, 1861. február 18.) hivatalnok, író, az 1840-es évek ipari mozgalmainak jelentős résztvevője.

## Élete
Az Országos Iparegyesület jegyzője volt 1844-től. Később Kossuth Lajos kinevezte miniszterei tanácsosnak, hogy a tárgyalásokon kellő súlyt kölcsönözzön személyének. Népszerűsítette a Védegylet javaslatait. 1848-ban Klauzál Gábor minisztériumában iparosztályi titoknok nevezték ki.
Iparegyesületi cikkeket írt a Regélő Pesti Divatlapba (1844. 39. 47. sz.) és gazdasági cikkeket a Magyar Gazdába (1844. 1848.) és a Gazdasági Lapokba (1850.) Megzavarodott című fordított színművét előadták Debrecenben 1835. december 10-én.